# Nequeteje
Nequeteje är en ort i Mexiko.   Den ligger i kommunen Ixmiquilpan och delstaten Hidalgo, i den sydöstra delen av landet, 130 km norr om huvudstaden Mexico City. Nequeteje ligger 1 818 meter över havet och antalet invånare är 494.
Terrängen runt Nequeteje är kuperad åt nordost, men åt sydväst är den platt. Runt Nequeteje är det ganska tätbefolkat, med 155 invånare per kvadratkilometer. Närmaste större samhälle är Ixmiquilpan, 10,3 km sydväst om Nequeteje. Trakten runt Nequeteje består i huvudsak av gräsmarker.